# 2022年埃爾比勒火箭彈襲擊
2022 年埃尔比勒火箭袭击发生在2022年3月13日，当时伊斯兰革命卫队从伊朗東亞塞拜然省向伊拉克伊拉克库尔德斯坦北部城市埃尔比勒发射了多枚弹道导弹Fateh-110。
3月14日，伊斯兰革命卫队宣称对这次袭击负责。此前的3月7日，以色列空襲敘利亞，炸死2名伊朗伊斯蘭革命衛隊成員，伊朗誓言要報復。埃爾比勒火箭彈襲擊發生後，伊斯兰革命卫队表示目标是以色列在埃尔比勒的战略中心，但伊拉克库尔德斯坦当局表示，导弹击中的地方包括该市的美国领事馆和居民区。一名平民在袭击中受伤。 

## 反应
星期天，伊拉克召见伊朗大使抗议此次导弹袭击，谴责伊朗此舉公然侵犯伊拉克主权，伊拉克還抗议导弹袭击造成財產损失和民用设施和房屋遭到损坏。 
美国国务院和伊拉克库尔德总统马苏德·巴尔扎尼也谴责了这次襲擊，后者称伊朗此舉为恐怖袭击。